# Sven de Wijn
 (février 2019).
Si vous disposez d'ouvrages ou d'articles de référence ou si vous connaissez des sites web de qualité traitant du thème abordé ici, merci de compléter l'article en donnant les références utiles à sa vérifiabilité et en les liant à la section « Notes et références ».
Pour les articles homonymes, voir Wijn.
Sven de Wijn, né le 13 août 1983 à Bussum,, est un acteur néerlandais.

## Filmographie

### Cinéma
- 2008 : Anubis en het pad der 7 zonden (nl) : Jeroen Cornelissen
- 2010 : Het Huis Anubis en de terugkeer van Sibuna (nl): Jeroen Cornelissen
- 2010 : Sterke verhalen : Bassie

### Téléfilms
- 2006-2009 : Het Huis Anubis (nl) : Jeroen Cornelissen
- 2011-2012 : Goede tijden, slechte tijden : L'infirmier
- 2013 : Caps Club (nl) : Jonathan de Wulf
- 2014 : Het kasteel van Sinterklaas & de bonte wensballon (nl) : Le propriétaire du château
- 2017 : Dokter Tinus : Daan Molenaar
- 2018 : Moordvrouw : Henry
- 2018 : Centraal Medisch Centrum (nl) :Rôle inconnu
- 2018 : Nachtwacht (nl) : Metentis
- 2018 : De Ludwigs (nl) : Le client dans le magasin

## Théâtre
- 2008-2009 : Anubis en de Graal van de Eeuwige Vriendschap (nl) : Jeroen Cornelissen
- 2009-2010 : Anubis en de Legende van het Spooktheater : Jeroen Cornelissen
- 2015-2016 : Le Choix du destin (Soldaat van Oranje) : Deux rôles (Fred en bois et Anton Roover)